# NARP–1
A NARP–1 ukrán többcélú ultrakönnyű repülőgép, amelyet a Mikolajivi Repülőgépjavító Üzem gyártott kis sorozatban a 2000-es évek elején. Alapvetően mezőgazdasági munkára tervezték, emellett kiképzésre és oktatásra is alkalmas. 

## Története
Az ultrakönnyű, kétszemélyes, egymotoros repülőgépet 1999-2000-ben tervezték a Mikolajivi Repülőgépjavító Üzem tervezőirodájában Heorhij Kuznyecov vezetésével. A repülőgép típusjelzése, a NARP a repülőgépjavító üzem egykori orosz elnevezésének rövidítéséből ered. A többcélú repülőgépet részben mezőgazdasági munkára (légi vegyszerszórás és műtrágyaszórás), részben szabadidős, sport- és oktatási célokra szánták. A repülőgép 2001. szeptember 14-én repült először és 2002. március 1-jén kapta meg a légialkalmassági bizonyítványt és még abban az évben elkezdődött a sorozatgyártása. Összesen 22 db-t gyártottak.
A típus négí példányát használta oktatása a Kropivnickiji Repülő Akadémia, ahol a NARP–1 a pilótaképzés alaptípusa volt 15 éven keresztül. Több darabot vásároltak mezőgazdasági vállalkozások, és egy gépet állított szolgálatba a Volinyi Területi Állami Közigazgatási Hivatal Erdészeti és Vadászati Főosztálya. A gép több példánya került Belaruszba.
A repülőgépekkel 2004-től több baleset történt az üzemeltetés során Ukrajnában és Belaruszban is.
2008. augusztus 29-én az Ukrán Állami Légügyi Hatósága kötelezte a repülőgépek tulajdonosait, hogy 2008. december 1-jéig  minden polgári légi járművet szereljenek fel műhorizonttal, így a NARP–1 is kapott ilyen műszert.

## Jellemzői

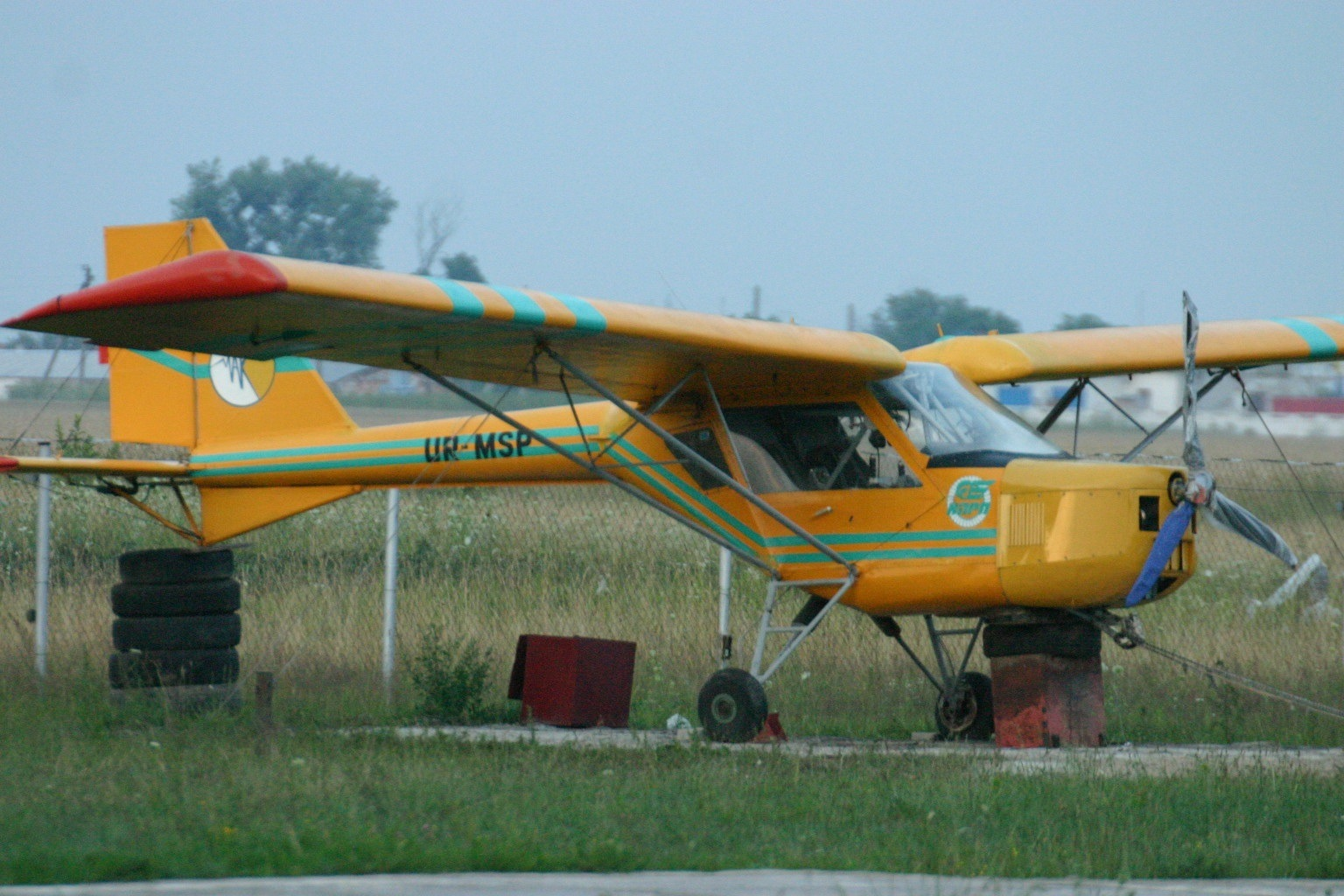
NARP–1 Zsitomirban

Hagyományos elrendezésű, teljesen fémépítésű repülőgép. Felsőszárnyas elrendezésű, a szárnyak dúcokkal merevítettek. A szárny vegyes építésű, fém vázzal és vászonborítással. A szárny ívelőlappal van felszerelve. A pilótafülke hátsó része vászonborítású, a fém faroktartó szegecseléssel készült csűszerkezet.
A futómű hárompontos, tricikli elrendezésű. Az orrfutó nem kormányozható, gurulás közben a kormányzás a főfutó kerekeinek fékezésével történik. A pilótafülke kétüléses, zárt, az ülések egymás melletti elrendezésűek. A botkormányok a pilótafülke felső részéhez kapcsolódnak, így a felsőszárnyas repülőgép felül elhelyezkedő kormányfelületeihez vezető kormányrudazatának hosszát le lehetett rövidíteni. A pilótafülkében egy StratoMaster Ultra L digitális kijelző, valamint egy Icom IC–A23 repülőrádió található. A mezőgazdasági munkákhoz a pilótafülke alá egy 120 literes vegyszeres tartály rögzíthető. A mezőgazdasági funkcióból eredően a pilótafülke szellőztetőrendszeré a repülőgép felső részén helyezték el.
A Rotax–912S négyhengeres léghűtéses motor a repülőgép orrában helyezkedik el, a motor egy háromtollú, változtatható állásszögű, üvegszálerősítésű műanyagból készült légcsavart hajt. A 100 LE-s motor nagyjavítások közötti időtartama 1200 üzemóra, üzemanyagfogyasztása 15 liter/óra. A félszárnyakban egy-egy 18 literes üzemanyagtartály kapott helyet.

## Műszaki adatok

### Geometriai méretek és tömegadatok
- Hossz: 6,58 m
- Szárnyfesztáv: 11,68 m
- Magasság:  2,4 m
- Szárnyfelület: 16,67 m²
- Üres tömeg: 410 kg
- Maximális felszálló tömeg: 630 kg

### Meghajtás
- Fajtája: légcsavar (háromtollú, üvegszálerősítésű műanyag)
- Motor: 1 db
- Típus: Rotax–912S négyhengeres, léghűtéses benzinmotor
- Maximális teljesítmény: 100 LE

### Repülési jellemzők
- Maximális sebesség: 160 km/h
- Utazósebesség: 110 km/h
- Leszálló sebesség: 75–80 km/h
- Maximális repülési idő: 2,5 óra
- Legnagyobb repülési magasság: 4000 m
- Repülési magasság vegyszerszórásnál: 25 m